# Chiêu Đức Hoàng hậu (Đường Đức Tông)
Chiêu Đức Hoàng hậu (chữ Hán: 昭德皇后, ? - 3 tháng 12, năm 786), là Hoàng hậu duy nhất của Đường Đức Tông Lý Quát và là thân mẫu của Đường Thuận Tông Lý Tụng của nhà Đường.
Trong lịch sử triều Đường, bà là vị Hoàng hậu tại vị ngắn nhất, chỉ sau 1-3 ngày liền qua đời. Sau khi bà mất, nhà Đường gần 1 thế kỷ sau mới sách lập chính cung Hoàng hậu.

## Tiểu sử
Chiêu Đức hoàng hậu Vương thị xuất thân nhà quan. Cha bà là Vương Ngộ (王遇), giữ chức Bí thư Giám (秘書監). Mẹ là Trịnh thị (郑氏), được truy tặng Thành Quốc phu nhân. Bà có người huynh đệ là Vương Quả (王果). Khi Lý Quát vẫn còn là Phụng Tiết quận vương dưới thời tằng tổ phụ là Đường Huyền Tông Lý Long Cơ và tổ phụ là Đường Túc Tông Lý Hanh, Vương thị nhập phủ làm thiếp cho Quận vương.
Năm Thượng Nguyên thứ 2 (761), Vương thị hạ sinh cho Phụng Tiết quận vương Lý Quát con trai trưởng Lý Tụng nên rất được sủng ái, gọi là "Đặc thừa sủng dị" (特承宠异) hoặc "Vưu kiến sủng lễ" (尤见宠礼). Năm Bảo Ứng nguyên niên (762), bà tiếp tục hạ sinh trưởng nữ cho Lý Quát, tức Đường An công chúa (唐安公主).
Năm Đại Lịch thứ 14 (779), Lý Quát lên ngôi Hoàng đế, tức Đường Đức Tông, Vương thị được sách phong làm Thục phi (淑妃), địa vị cao thứ 2 trong hậu cung chỉ sau Hoàng hậu. Con trai Vương Thục phi là Lý Tụng được lập làm Thái tử. Bên cạnh đó, Đức Tông truy phong cha của Thục phi, tức Vương Ngộ làm Dương châu Đô đốc, phong anh bà chức Tư mã Mi Châu.

## Hoàng hậu đại Đường

### Tại vị ngắn ngủi
Năm Kiến Trung thứ 4 (783), hoàng tộc nhà Đường rời khỏi Trường An tránh bạo loạn, binh biến bởi quân nổi dậy Kinh Nguyên (涇原) đòi ly khai với triều đình. Vương Thục phi mang ngọc tỷ truyền quốc cùng Đường Đức Tông lẩn trốn đến Phụng Thiên (奉天; nay là Hàm Dương, Thiểm Tây). Trong lần chạy nạn này, con gái bà là Đường An công chúa bỏ mạng dọc đường. Năm Hưng Nguyên nguyên niên (784), Vương Thục phi cùng Đức Tông quay về thành Trường An.
Năm Trinh Nguyên thứ 2 (786), Vương Thục phi lâm trọng bệnh. Ngày 3 tháng 12, Đức Tông lập bà thành Hoàng hậu. Tuy nhiên 1-3 ngày sau, Vương Hoàng hậu giá băng tại Lưỡng Nghi điện (兩儀殿), không rõ bao nhiêu tuổi. Về thời điểm bà mất có nhiều mâu thuẫn, Tư trị thông giám và Tân Đường thư ghi rằng:"Tháng 11, Giáp Ngọ, lập Thục phi làm Hoàng hậu. Ngày Đinh Dậu, Hoàng hậu băng", tức là khoảng 3 ngày sau khi sách lập thì bà băng thệ. Tuy nhiên, Cựu Đường thư - mục Đức Tông bản kỷ và Hậu phi liệt truyện - Đức Tông Chiêu Đức hoàng hậu Vương thị lại ghi:"Tháng 11, ngày Giáp Ngọ, lập Thục phi Vương thị làm Hoàng hậu. Cùng ngày, băng ở Lưỡng Nghi điện". Điều này ở sách Tân Đường thư, mục Hậu phi truyện cũng ghi chép tương tự, cho thấy có mâu thuẫn. Thời gian bà được lập Hoàng hậu, rất có thể là cùng ngày bà mất, tức ngày Giáp Ngọ (3 tháng 12 dương lịch).

### Chiêu Đức Hoàng hậu
Đức Tông truy tặng thụy hiệu cho bà là Chiêu Đức hoàng hậu (昭德皇后), văn võ bá quan mặc phục tang 3 ngày. Đức Tông đối với lễ truy thụy của Vương hoàng hậu vô cùng trịnh trọng, quan đại thần Lý Thư khi soạn sách văn gọi bà là [Đại Hành hoàng hậu] liền cảm thấy không thỏa đáng, Ngô Thông Huyền sửa thành [Tư hậu Vương thị] cũng không phù hợp. Cuối cùng, ông chiếu theo cách gọi [Hoàng hậu Trưởng Tôn thị] từ sách văn của Trưởng Tôn hoàng hậu khi trước, ghi chữ [Hoàng hậu Vương thị] trong sách văn của Vương Hoàng hậu, lúc này Đức Tông mới vừa lòng. Lúc đầu, Vương Hoàng hậu được an táng vào một lăng mộ riêng biệt là Tĩnh lăng (靖陵). Sau khi Đức Tông băng hà năm 805, lăng mộ Vương Hoàng hậu mới di chuyển và hợp táng ở Sùng lăng (崇陵).
Sau khi bà mất, phải đến hơn 1 thế kỷ sau đó, nhà Đường mới có một Hoàng hậu thật sự được sắc phong khi còn sống, đó là Tích Thiện Hà hoàng hậu của Đường Chiêu Tông Lý Diệp. Trong khoảng thời gian hơn 1 thế kỷ đó, các triều đại chỉ có các phi tần được phong Hoàng thái hậu khi còn sống và truy thụy Hoàng hậu khi đã qua đời, chứ không có Hoàng hậu danh chính ngôn thuận được sách phong khi còn sống.